# 鸟群

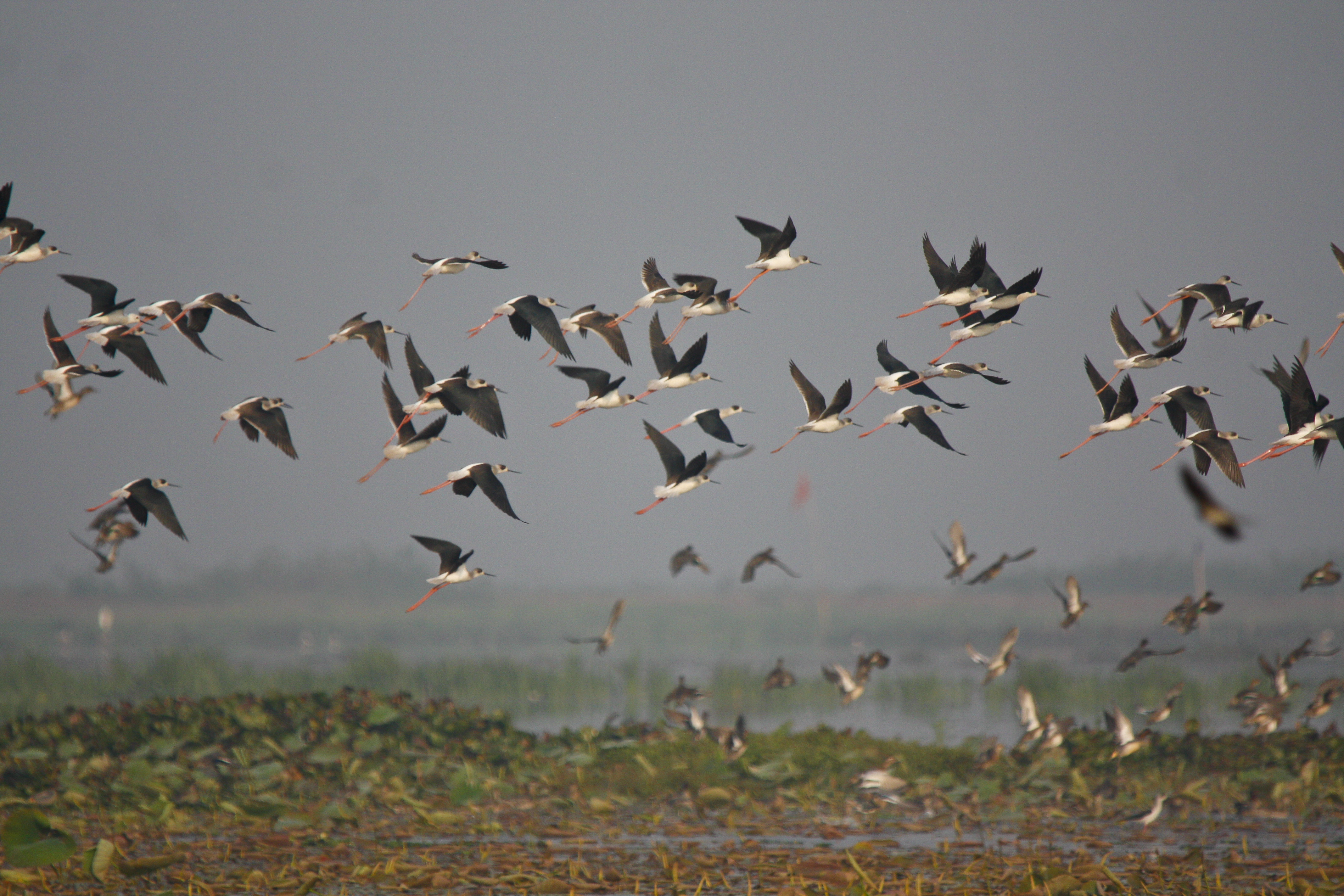
紅嘴奎利亞雀鸟群，有時紅嘴奎利亞雀鸟群內有数万只紅嘴奎利亞雀

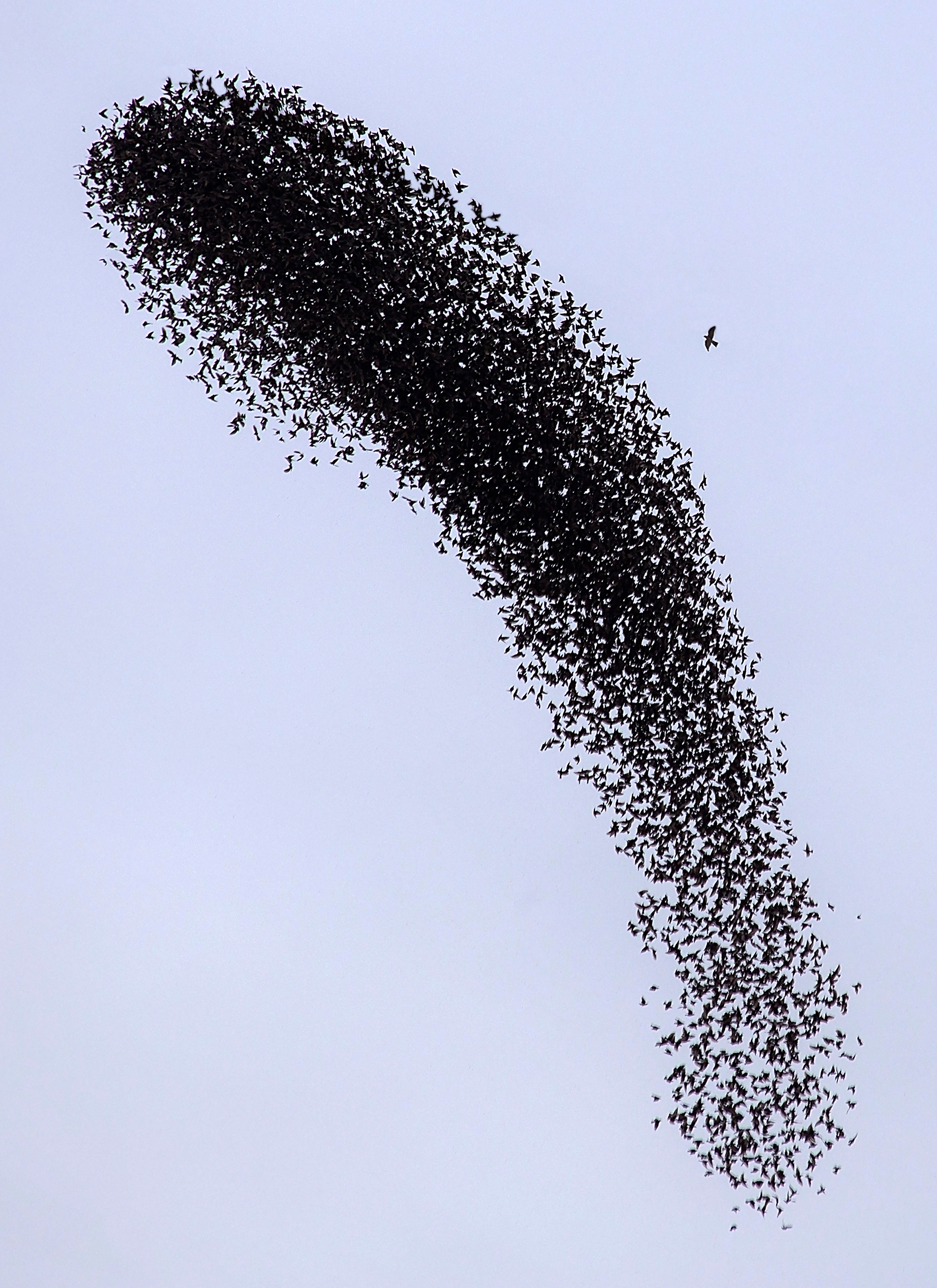
椋鸟鳥群

鸟群是許多只鳥聚集在一起時的狀態，目的是一同去觅食或遷徙至別處。  鳥聚集在一起還可以免受天敵的攻擊。  有時鳥群內的鳥不一定都是同一個物種，兩種或多種鳥之間也能組成鳥群。